# Ủy ban Kinh Thánh trực thuộc Hội đồng Giám mục Việt Nam

## Thành lập

### Thành lập Tổ mục vụ Kinh Thánh
Trong kỳ họp Hội đồng Giám mục năm 2002, Hội đồng Giám mục Việt Nam đã thành lập Ủy ban Giáo lý đức tin trực thuộc Hội đồng Giám mục Việt Nam, bầu chọn Giám mục chính tòa Giáo phận Mỹ Tho Phaolô Bùi Văn Đọc làm Chủ tịch. Ngày 21 tháng 6 cùng năm, Ủy ban này cùng với Giám mục Chủ tịch, đã họp lần đầu tiên để xác định phương hướng.
Ngày 12 tháng 12 năm 2002, trong lần họp tiếp theo, Ủy ban Giáo lý Đức Tin đã thành lập Tổ Mục vụ Kinh Thánh và bổ nhiệm linh mục Phanxicô Xaviê Vũ Phan Long, làm tổ trưởng, linh mục Phêrô Nguyễn Văn Võ làm phó. Linh mục Long đã thay mặt Hội đồng Giám mục Việt Nam để liên lạc với Liên hiệp Kinh Thánh Công giáo. Kỳ họp này xác định trách nhiệm của Tổ Mục vụ Kinh Thánh: Nghiên cứu để có thể trình bày Lời Chúa dưới nhiều góc cạnh khác nhau trong lãnh vực mục vụ. Vào lúc đó, Ủy ban Giáo lý Đức Tin lưu ý: Dùng bản dịch Kinh Thánh nào cũng được, vì Hội đồng Giám mục chưa có bản dịch chính thức; dùng Bản dịch được Hội đồng Giám mục phê chuẩn để đọc trong Phụng vụ (lúc này chưa có).
Ngày 30 tháng 9 năm 2003, Giám mục Bùi Văn Đọc - Chủ tịch Ủy ban Giáo lý Đức Tin gặp các anh chị em làm công việc phổ biến Lời Chúa, để thảo luận về các lĩnh vực mà Tổ Mục vụ Kinh Thánh có thể dấn thân vào, nói chung là là vận dụng mọi phương tiện để phổ biến Lời Chúa.
Ngày 15 và 16 tháng 3 năm 2006, Tổ Mục vụ Kinh Thánh phối hợp với Học viện Mục Vụ của Tổng giáo phận Thành phố Hồ Chí Minh tổ chức hai ngày sinh hoạt về mục vụ Kinh Thánh với chủ đề: "Lời Chúa với Dân Chúa". Giám mục Chủ tịch Hội đồng Giám mục Việt Nam, Giám mục Chủ tịch Ủy ban Giáo lý Đức tin, Giám mục Giuse Võ Đức Minh, Giám mục phó Nha Trang, một số Giám mục, và đại diện các nhóm trẻ các giáo phận tham dự.

### Nâng cấp thành Tiểu ban
Sau Hội nghị Hội đồng Giám mục Việt Nam tháng 9 năm 2006, Giám mục Giuse Võ Đức Minh được bổ nhiệm làm Chủ tịch Tiểu Ban mục vụ Kinh Thánh (Tổ mục vụ Kinh Thánh trở thành Tiểu ban Mục vụ Kinh Thánh, trong Ủy ban Giáo lý Đức Tin).
Ngày 30 tháng 9 năm 2006, một số thành viên đã gặp nhau để trao đổi về những việc làm. Ngày 04 tháng 11 cùng năm, thành viên Tổ gặp nhau để phân công viết bài về Tin Mừng Luca trong Năm sống Thư Mục vụ của Hội đồng Giám mục Việt Nam "Sống đạo hôm nay". Các thành viên đã viết được mấy bài đầu sau đó, vì quá bận rộn và vì có Giám mục Tân chủ tịch, nên họ chờ ông phác thảo ra chương trình sinh hoạt.
Ngày 03 tháng 12 năm 2006, trang web của Tiểu ban mục vụ Kinh Thánh đưa vào hoạt động: www.kinhthanhvn.org. Các bài suy niệm, gợi ý bài giảng, một số vấn đề Kinh Thánh được đưa lên trên trang này.

### Nâng cấp thành Ủy ban
Tại phiên họp Ban Thường vụ (mở rộng) của Hội đồng Giám mục Việt Nam tháng 8 năm 2007, Giám mục Phaolô Bùi Văn Đọc, Chủ tịch Ủy ban Giáo lý Đức Tin và Giám mục Võ Đức Minh, Chủ tịch Tiểu ban Mục vụ Kinh Thánh, đề nghị tách Tiểu ban Mục vụ Kinh Thánh ra khỏi Ủy ban Giáo lý Đức Tin và thành lập Ủy ban Kinh Thánh.
Trong phiên họp cuối cùng của Đại hội lần thứ X của Hội đồng Giám mục, tại Tòa Tổng Giám mục Hà Nội, vào ngày 12 tháng 10 năm 2007, Hội đồng Giám mục Việt Nam đã quyết định thành lập "Ủy ban Kinh Thánh trực thuộc Hội đồng Giám mục Việt Nam" và đã bầu chọn Giám mục Giuse Võ Đức Minh làm Chủ tịch Tiên khởi. Tổng Thư ký của Ủy ban là linh mục Phanxicô Xaviê Vũ Phan Long, OFM.

## Mục đích
Quy tụ các chuyên viên Kinh Thánh và những giáo dân yêu thích Lời Chúa cộng tác với nhau phổ biến Kinh Thánh, tận dụng các phương tiện truyền thông đưa Kinh Thánh đến mọi nơi và mọi tầng lớp giáo dân.

## Các chủ tịch
| Thứ tự nhiệm kì | Tên chủ tịch      | Đại hội Giám mục | Nhiệm kì    | Ghi chú |
| --------------- | ----------------- | ---------------- | ----------- | ------- |
| 01              | Giuse Võ Đức Minh | Lần thứ X        | 2007 - 2010 | [ 2 ]   |
| 02              | Giuse Võ Đức Minh | Lần thứ XI       | 2010 - 2013 | [ 2 ]   |
| 03              | Giuse Võ Đức Minh | Lần thứ XII      | 2013 - 2016 | [ 2 ]   |
| 04              | Giuse Võ Đức Minh | Lần thứ XIII     | 2016 - 2019 | [ 2 ]   |